# Augustyn Pawelczyk
Augustyn Pawelczyk (ur. 9 września 1870 w Grzybnie Górnym koło Kartuz, zm. 1 maja 1941 w Karczemkach koło Chwaszczyna) – chłop małorolny, Kaszub, drzymalita pomorski, działacz polskiego ruchu narodowego w zaborze pruskim.

## Życiorys
Urodzony w rodzinie Piotra (1831-1903) i Marianny (1833-1885) z Zaworskich, posiadaczy niewielkiego gospodarstwa rolnego Grzybnie Górnym koło Kartuz, ukończył 4-klasową szkołę powszechną i wyuczył się zawodu cieśli. Po odbyciu służby wojskowej i śmierci matki oraz powtórnym ożenku ojca opuścił dom rodzinny i założył własną rodzinę. Około 1895 r. kupił działkę z rozparcelowanego majątku Tuchlino koło Sierakowic, a w 1904 r. sprzedał to gospodarstwo i nabył działkę (tzw. resztówkę) z parcelowanego majątku w pobliskich Sierakowicach. Początkowo zamieszkał z rodziną w części budynku dawnego dworu. Na działce zbudował najpierw budynek gospodarczy, a następnie rozpoczął starania o uzyskanie pozwolenia na budowę domu. Ponieważ takiej zgody nie otrzymał, dlatego w 1907 r. wybudował sobie wóz mieszkalny, wzniesiony na podwoziu starej młockarni, prawdopodobnie naśladując w ten sposób słynnego Michała Drzymałę z Wielkopolski. Miejscowy wójt żądał od niego opuszczenia i usunięcia wozu, grożąc mu grzywną i więzieniem, jednak Pawelczyk odwołał się najpierw do landrata kartuskiego, potem do prezesa rejencji gdańskiej (1908), a ostatecznie do Najwyższego Trybunału Administracyjnego w Berlinie, który 11 czerwca 1909 r. oddalił jego skargę. Ze względu na narastające szykany ze strony władz i niemieckich sąsiadów, już w 1908 r., za radą proboszcza sierakowickiego, ks. Bernarda Łosińskiego, sprzedał gospodarstwo Polakowi i przeniósł się do sąsiedniego powiatu wejherowskiego, do wsi Dobrzewino w parafii Kielno. Według tradycji rodzinnej wozem Pawelczyka w Sierakowicach zajął się ks. Łosiński, a stamtąd miał on trafić do Poznania i dalej za granicę, do Francji lub do USA.
Gospodarząc w Dobrzewinie Pawelczyk nadal angażował się w działalność społeczną. Był współzałożycielem Kółka Rolniczego w Dobrzewinie i Banku Ludowego w Kielnie (1913), w którym przez wiele lat pełnił funkcję członka Rady Nadzorczej. Działał również w miejscowym Towarzystwie Ludowym i Towarzystwie Czytelni Ludowych. Znany był w okolicy z czytelnictwa książek i prasy polskiej (prenumerował Gazetę Gdańską) oraz nauki polskich pieśni przy pomocy własnego pianina, co w domu małorolnego chłopa było ewenementem. Już w Sierakowicach skutecznie walczył z niemieckimi urzędnikami o prawidłowy zapis imion swoich dzieci (odwołując się w tej sprawie do sądów w Kartuzach i w Gdańsku), uczył je także czytać i pisać po polsku, za co były szykanowane w szkole.
W 1916 r., w trakcie I wojny światowej, został powołany do pruskiej armii, w której przeżył szok nerwowy zasypany ziemią w okopie w trakcie ostrzału artyleryjskiego (potem długo leczył się w szpitalach w Gdańsku i w Wejherowie). W 1920 r., tj. po przyłączeniu Pomorza Gdańskiego do odrodzonej Polski, przejął z rąk niemieckich urząd sołtysa w Dobrzewinie. W późniejszych latach, podobnie jak wielu innych Kaszubów, był rozczarowany powojenną rzeczywistością, w której miejscowa ludność była traktowana nieufnie i spychana na margines przez polskich urzędników. Osobistym ciosem było dla niego to, że kiedy w 1927 r. starał się o zakup działki po rozparcelowanym majątku państwowym w Dobrzewinie, którego gruntu graniczyły z jego gospodarstwem, nie otrzymał na to zgody, a działka został sprzedana miejscowemu Niemcowi (!).
Augustyn Pawelczyk zmarł 1 maja 1941 w Karczemkach koło Dobrzewina, przy czym przed śmiercią zastrzegł sobie, żeby na jego pogrzebie nikt nie przemawiał ani nie śpiewał po niemiecku. Ponieważ w czasie okupacji nie można było odprawiać publicznych modłów po polsku, dlatego kondukt pogrzebowy z Karczemek do kościoła w Kielnie, przy którym został pochowany, przeszedł w całkowitym milczeniu.
Według J. Borzyszkowskiego Pawelczyk otrzymał w 1922 r. Krzyż Niepodległości, jednak odznaczenie to zostało ustanowione dopiero w 1930 r., a Pawelczyk otrzymał je w 1938 r., i to najniższej, trzeciej klasy, czyli Medal Niepodległości.

## Rodzina
Augustyn Pawelczyk był czterokrotnie żonaty. Z trzeciego małżeństwa, z Marianną Drywa (1872-1920), miał ośmiu synów i jedną córkę. Jeden z jego synów, Jan, będący w okresie międzywojennym listonoszem w Gdyni, został w 1939 r. aresztowany przez Niemców i rozstrzelany w Piaśnicy koło Wejherowa za swoją działalność w Polskim Związku Zachodnim.

## Ordery i odznaczenia
- Medal Niepodległości – 1938